# 和年契
和年契（わねんけい）は、寛政9年（1797年）に浅野高蔵著『和漢年契』の内から中国の年表部分を省きドイツ語訳された日本歴史年表である。

## 概要
フィリップ・フランツ・フォン・シーボルトが日本研究の座右の書とした。現在はオーストリア国立図書館に所蔵される。正式名称はヨハン・ヨーゼフ・ホフマン博士訳『和年契もしくは日本歴史年表、征服者で初代の天皇神武から最近の時代に至るまで「西暦667年から西暦紀元1822年まで」』Wa Nen Kei,oder Geschitstabellen von Japan,von Zin Mu,dem Eroberer und ersten Mikado,bis auf die neusute Zeit [667 vor Chr.bis1822 nach Chr.Geb.],aus dem Origibale ubersetzt von Dr.J.Hoffmann.)
シーボルトがライデンで1842年3月の序文を書いている。翻訳者のホフマン(Johann Joseph Hoffmann)（1805年 - 1878年）は文学と語学の研究者で、ライデン大学でヨーロッパ最初の日本学講座を行った。1833年から1838年までの間シーボルトとともに6冊の『日本双書』（Bibliotheca Japonica）を刊行した。『和年契』は6冊目に当たる。
原著『和漢年契』は、文化2年（1805年）から慶応2年（1866年）、さらには明治版まで13回以上の版を重ねた。